# Zöld Párt (Románia)
A Zöld Párt – A Zöldek egy ökológiai irányultságú politikai párt Romániából.
Jelenleg Lavinia Cosma és Lazar Marius társelnökök irányítják. A Zöld Párt az egyetlen olyan politikai párt Romániában, amely teljes jogú tagja az Európai Zöld Pártnak.

## Elnökök
- Gheorghe Ionicescu (2005-2009)
- Silviu Popa (2009-2012)
- Ovidiu Iane (2012-2013)
- Constantin Damov (2013 – 2019. február)
- Adi-Maria Simoiu (2019. február – 2019. július)
- Florin Călinescu (2019 – 2022. július) [1]
- Marius Lazăr és Lavinia Cosma (2022-től napjainkig)

## Választási eredmények

### Helyi választások
| Év   | Szavazatok | %     | ELSŐDLEGES | megyei tanácsosok | Helyi tanácsosok |
| ---- | ---------- | ----- | ---------- | ----------------- | ---------------- |
| 2020 | 30,142     | 0,40% | 1 / 3 174  | 0 / 1 340         | 115              |

## Fordítás
Ez a szócikk részben vagy egészben  a   Partidul Verde (România) című román Wikipédia-szócikk ezen változatának fordításán alapul.  Az eredeti cikk szerkesztőit annak laptörténete sorolja fel. Ez a jelzés csupán a megfogalmazás eredetét és a szerzői jogokat jelzi, nem szolgál a cikkben szereplő információk forrásmegjelöléseként.